# Simone De Angelis
Simone De Angelis (* 1965) ist ein italienischer Wissenschaftshistoriker.

## Leben
Von 1986 bis 1987 studierte er an der Universität Zürich Philosophie, von 1987 bis 1988 an der Universität Bern Klassische Philologie und Antike Philosophie, und von 1988 bis 1995 an der Universität Bern (Licentiatus Philosophiae in Germanistik, Romanische Philologie, Linguistik und Wissenschaftsgeschichte). Im Zeitraum von 1995 bis 1998 erwarb er an der Universität Bern den Dr. phil. in Germanistik, Vergleichender Literaturwissenschaft und Wissenschaftsgeschichte. Nach der Habilitation 2008 in Vergleichender Literaturwissenschaft und Wissenschaftsgeschichte an der Universität Bern hat er seit 2011 den Lehrstuhl für Wissenschaftsgeschichte in Graz inne.

## Schriften (Auswahl)
- Von Newton zu Haller. Studien zum Naturbegriff zwischen Empirismus und deduktiver Methode in der Schweizer Frühaufklärung. Tübingen 2003, ISBN 3-484-36574-9.
- Anthropologien. Genese und Konfiguration einer „Wissenschaft vom Menschen“ in der Frühen Neuzeit. Berlin 2010, ISBN 978-3-11-020225-0.
- mit Florian Gelzer und Lucas Marco Gisi (Hg.): „Natur“, Naturrecht und Geschichte. Aspekte eines fundamentalen Begründungsdiskurses der Neuzeit (1600–1900). Heidelberg 2010, ISBN 3-8253-5554-3.
- mit Andrea Albrecht und Lutz Danneberg (Hg.): Die akademische „Achse Berlin – Rom“? Der wissenschaftlich-kulturelle Austausch zwischen Italien und Deutschland 1920 bis 1945. Berlin 2017, ISBN 3-11-046641-4.